# Breviarium van Beatrijs van Assendelft

Breviarium (brevier) van Beatrijs van Assendelft

Het Breviarium van Beatrijs van Assendelft is een brevier gemaakt omstreeks 1485, waarschijnlijk in opdracht van de ouders van Beatrijs van Assendelft ter gelegenheid van haar intrede in het Zijlklooster in Haarlem. Het gebedenboek wordt nu bewaard (bruikleen) in het Museum Catharijneconvent te Utrecht.

## Beschrijving
Het handschrift bestaat uit 196 perkamenten folia van 295 x 210 mm, met vooraan vier en achteraan twee perkamenten schutbladen. Het is geschreven in het Latijn en de bladspiegel meet ca. 200 x 130 mm. De tekst is geschreven in een gotisch boekschrift in twee kolommen van 30 lijnen. Ook de kalender is geschreven op 30 lijnen en is gewoon doorlopend. De schrijver begon in de kalender geen nieuw blad voor elke maand.
De tekst is gestructureerd geschreven, belangrijke gebeden (capituli, collectae) zijn groter en vetter geschreven dan hymnen, verzen en responses. De tekst is uitgebreid gerubriceerd.
Het manuscript is nog steeds ingebonden in de originele 15e-eeuwse band van varkensleer over houten platten. Het boek draagt op folium 2 bovenaan een tekst geschreven door een hand te dateren op het einde van de 15e eeuw of het begin van de 16e eeuw met de tekst: “Dit boeck hoert toe die Regularissen te Zijl binnen Haerlem. Ende is gecomen van suster Beatris van Assendelff.” Onder de tekst zijn in verbleekte bruine inkt de wapens van de families van Assendelft en Van Dongen getekend. Het gebedenboek wordt nu bewaard in het Museum Catharijneconvent te Utrecht. Over de lotgevallen van het handschrift na het overlijden van Beatrijs is niets geweten.

## Inhoud
Het gebedenboek heeft de structuur van een breviarium maar het bevat geen psalter. Verscheidene bronnen melden dat de ‘nachtelijke’ gebeden uit het gebedenboek zijn weggelaten gezien de speciale status van zuster Beatrijs.
De inhoud is als volgt:
- ff.5r-20v: Kalender en tabellen voor berekening van paasdatum.
- ff.22r-119v: Tijdeigen.[3]
- ff.120r-127r: De zeven boetepsalmen.[4]
- ff.129r-137v: Gemeenschappelijke der heiligen.[5]
- ff.138r-178r: Eigene der heiligen.[6]
- ff.179v-180v: Gebeden bij een kerkwijding.
- ff.181r-188v: Gebeden bij de komst van de heer (In adventu domine).
- ff.189r-196r: Vigilie voor de overledenen.

Dit gebedenboek wordt soms ook het ‘Getijdenboek van Beatrijs van Assendelft’ genoemd. Dit kan gezien worden als een verwijzing naar het feit dat de gebeden gereciteerd werden op bepaalde uren tijdens de dag maar de essentiële sectie van wat normaal een getijdenboek wordt genoemd, namelijk de Mariagetijden ontbreken, terwijl de structuur overeenkomt met een breviarium.

## Verluchting
Aan dit handschrift hebben drie anonieme meesters meegewerkt namelijk de Meester van de Adair Getijden (zeven van de elf miniaturen), de Hemelvaart Meester (vier van de elf miniaturen) en de Meester van Herman Droem (o.m. een deel van de initialen en randversiering). De voornaamste secties van het handschrift worden ingeleid met een volbladminiatuur met een versierde rand rondom. De lijst vindt men hieronder.
- f21v: Twaalf profeten; bij het begin van het tijdeigen (advent).
- f29v: De geboorte van Jezus; bij het begin van de kerstcyclus.
- f36v: De aanbidding der wijzen.
- f46v: de bekoring van Christus; bij het begin van de vasten.
- f61v: De Verrijzenis; Pasen.
- f72v: De neerdaling van de H. geest; Pinksteren.
- f76v: Het laatste avondmaal; feest van Corpus Christi.
- f128v: De vier evangelisten; bij het begin van het gemeenschappelijke der heiligen.
- f147v: Annunciatie; bij het feest van de annunciatie.
- f163v: Maria hemelvaart; bij het feest van Maria hemelvaart.

Verder worden de tweeëndertig bijzonderste secties van de tekst ingeleid met een grote geschilderde versierde initiaal, acht tot tien lijnen hoog en een kolom breed, met bovendien een versierde rand rondom. Veertien van deze initialen zijn gehistorieerd. De randversiering rondom de bladgrote miniaturen is blijkbaar al geïnspireerd door de ontwikkelingen van de Gent-Brugse stijl in Vlaanderen maar de omranding van de tekstblokken leunt nog aan bij de vroegere stijl waar de versiering geschilderd werd op het blanco perkament.
Naast de miniaturen en grote initialen wordt de tekst verder gestructureerd door het gebruik van met penwerk versierde initialen van drie lijnen hoog om het begin van hoofdstukken aan te duiden en werden de beginletters van gebeden gemerkt met een lombarde van twee lijnen hoog. Ook kleine lombardes van één lijn hoog worden gebruikt om versalen aan te geven. De lombardes zijn afwisselend rood en blauw gekleurd.
De Meester van het Adair getijdenboek werkte waarschijnlijk in Delft in de periode dat hij meewerkte aan het gebedenboek van Beatrijs en was geïnspireerd door de Vlaamse miniatuurkunst.